# Callopistria
Callopistria is een geslacht van nachtvlinders uit de familie Noctuidae.

## Soorten
- C. aethiops Butler, 1878
- C. aetiohiops Butler, 1878
- C. aetnea Costa, 1840
- C. albipunctalis Holloway, 1989
- C. albistella Warren, 1913
- C. albistriga Walker, 1864
- C. albistrigoides Poole, 1989
- C. albivitta (Hampson, 1918)
- C. albolinea (Graeser. 1889)
- C. albolineola Graeser, 1888
- C. albomacula Leech, 1900
- C. alfredi Holloway, 1989
- C. altigutta (Holloway, 1989)
- C. aluensis Butler, 1891
- C. antithetica Wiltshire, 1977
- C. apicalis (Walker, 1855)
- C. apicescripta Holland
- C. argyrosema Hampson, 1914
- C. argyrosemastis Hampson, 1918
- C. argyrosticta Butler, 1881
- C. batanga Draudt, 1950
- C. benguellae Weymer, 1908
- C. bergeri Berio, 1976
- C. bernei Viette, 1985
- C. cariei (de Joannis, 1915)
- C. carmioli Schaus, 1911
- C. centrimacula Hampson, 1918
- C. clava Leech, 1900
- C. coelisigna Hampson, 1902
- C. complicata (Holland, 1894)
- C. concinna Prout, 1926
- C. cordata Ljung., 1825
- C. cornucopiae Holland, 1894
- C. cornuscopiae (Holland, 1894)
- C. cristata Legrand, 1966
- C. cyanopera (Hampson, 1911)
- C. cyclopis Hampson, 1908
- C. chera (A. E. Prout, 1927)
- C. chloriza Guenée, 1852
- C. chlorocroa Hampson, 1908
- C. dapsilis Schaus, 1911
- C. dascia Fletcher D. S., 1961
- C. deflexusa Chang, 1991
- C. delicata Chang, 1991
- C. dimorpha Holloway, 1979
- C. duplicans Walker, 1857
- C. elaeastis Hampson, 1908
- C. emiliusalis Walker, 1859
- C. equatorialis Berio, 1970
- C. exotica Guenée, 1852
- C. falcata Holloway, 1979
- C. ferruginea Hampson, 1908
- C. fimbripes Walker, 1858
- C. flabellum Berio, 1976
- C. flavitincta Galsworthy, 1997
- C. floridensis Guenée, 1852
- C. fusimacula (Holloway, 1989)
- C. ganga Guenée, 1852
- C. gilvithorax (Prout, 1928)
- C. granitosa (Guenée, 1852)
- C. grassei Laporte, 1970
- C. guttulalis Hampson, 1906
- C. imparata (Walker, 1865)
- C. indica Butler, 1891
- C. insularis Butler, 1882
- C. intermissa Saalmüller, 1891
- C. jamaicensis Möschler, 1886
- C. japonibia Inoue & Sugi, 1958
- C. javentina (Stoll, 1782)
- C. juventina

Varenuil Stoll, 1782
- C. latreillei (Duponchel, 1827)
- C. leucobasis Hampson, 1908
- C. leucotoma Druce, 1908
- C. ludovici Prout, 1922
- C. maillardi (Guenée, 1862)
- C. malagasy Viette, 1965
- C. manta Swinhoe, 1902
- C. matilei Viette, 1979
- C. meridionalis Collenette, 1929
- C. mexicana Druce, 1889

- C. microptera Hampson, 1908
- C. minor Hampson, 1891
- C. minuata Butler, 1889
- C. minuta Butler, 1889
- C. miracula Herz, 1904
- C. miranda (Saalmüller, 1880)
- C. mollissima (Guenée, 1852)
- C. montana Holloway, 1976
- C. nana (Hampson, 1911)
- C. natalensis (Hampson, 1908)
- C. nephrosticta (Hampson, 1908)
- C. nephrostictoides Berio, 1973
- C. nervurata Laporte, 1974
- C. nigeriensis (Hampson, 1918)
- C. nigrescens (Wileman, 1915)
- C. nigrosticta (A. E. Prout, 1927)
- C. niveigutta Walker, 1864
- C. nivetacta Warren, 1912
- C. occidens (Hampson, 1908)
- C. orses Schaus, 1914
- C. ouria Collenette, 1929
- C. pauliani Berio, 1956
- C. phaeogona Hampson, 1908
- C. pheogona Hampson, 1908
- C. placodoides Guenée, 1852
- C. plinthobaps Zerny, 1916
- C. promiscua Saalmüller, 1891
- C. pryeri Butler, 1892
- C. pulchrilinea Walker, 1862
- C. pyrocauta Hampson, 1914
- C. quadralba Draudt, 1950
- C. quadrinotata Walker, 1864
- C. randimbyi Viette, 1965
- C. rectilinea Saalmüller, 1891
- C. renivitta Berio, 1966
- C. repleta Walker, 1857
- C. reticulata Pagenstecher, 1884
- C. rivularis Walker, 1857
- C. rufulus (Rothschild, 1924)
- C. scriptiplena Walker, 1862
- C. semicircularis Hampson, 1918
- C. sogai Viette, 1965
- C. strigilineata Hampson, 1894
- C. subroseata Berio, 1966
- C. tarsipilosa Berio, 1959
- C. thermochroa (Hampson, 1911)
- C. trilineata Walker, 1862
- C. trinitensis Hampson, 1908
- C. tytha Wileman & West, 1929
- C. unica Laporte, 1973
- C. variegata Swinhoe, 1895
- C. venata Leech, 1900
- C. ventralis Walker, 1864
- C. violascens (Rothschild, 1924)
- C. wallacei (Felder, 1874)
- C. xanthopera Hampson, 1908
- C. xerysta Viette, 1976
- C. yerburii Butler, 1884